# Ogallala (Nebraska)
Ogallala is een plaats (city) in de Amerikaanse staat Nebraska, en valt bestuurlijk gezien onder Keith County.

## Demografie
Bij de volkstelling in 2000 werd het aantal inwoners vastgesteld op 4930. In 2006 is het aantal inwoners door het United States Census Bureau geschat op 4649, een daling van 281 (-5,7%).

## Geografie
Volgens het United States Census Bureau beslaat de plaats een oppervlakte van 8,9 km², waarvan 8,7 km² land en 0,2 km² water. Ogallala ligt op ongeveer 982 m boven zeeniveau.

## Plaatsen in de nabije omgeving
De onderstaande figuur toont nabijgelegen plaatsen in een straal van 36 km rond Ogallala.